# Князь Удача Андрійович
«Князь Удача Андрійович» (рос. «Князь Удача Андреевич») — радянський дитячий пригодницький фільм режисера Геннадія Байсака, який вийшов на центральної кіностудії дитячих і юнацьких фільмів імені М. Горького у 1989 році. Екранізація повісті  Валерія Прийомихова «Двоє з обличчями малолітніх злочинців».

## Сюжет
Незважаючи на невдоволення педагогів і батьків, двоє шкільних друзів на прізвисько Гвинт і Кухня не на жарт захоплюються історією свого міста і довколишніх сіл. Намагаючись обґрунтувати свою позицію, вони відправляються в сусіднє село, щоб поспілкуватися зі старожилом і дізнатися цікаві факти про свою рідну землю. Дідусь розкрив їм таємницю про старовинні скарби великого князя Удачі Андрійовича. Хлопчики вирішили їх відшукати, але побачили, що їх випередили.
Учні не керувалися жадібними намірами, вони просто хотіли знайти скарб, пов'язаний з історією їх міста. Однак, замість обіцяної карти, в бібліотечній книзі виявили лише вирвані сторінки. Розчаровані друзі вирішили самостійно вести розслідування, адже підтримки від старших вони так і не дочекалися. Для того, щоб знайти злодія, хлопчакам доведеться задіяти всю свою уважність і бути на сторожі.

## У ролях
- Євген Пивоваров —  Сєва Кухтін, «Кухня», піонер
- Дмитро Головін —  Вітя Єлхов, «Гвинт», піонер
- Світлана Крючкова —  Еліна Романівна Большакова, вчителька
- Віктор Павлов —  Віктор Павлович, капітан міліції
- Армен Джигарханян —  Касторієв
- Станіслав Садальський —  Володимир Володимирович, племінник Шильникова, археолог
- Володимир Стєклов —  Микола Іванович Кухтін, батько Сєви
- Борис Галкін —  Володимир Єлхов, батько Віті
- Валерій Баринов —  Шильников
- Микола Парфьонов —  Іларіон Петрович Северьянов, кримінальник
- Борис Новиков —  старожил Китаївкі
- Тетяна Пельтцер —  сусідка Северьянова
- Раїса Рязанова —  мама Сєви
- Ігор Сихра —  Охремчук, міліціонер
- Тетяна Кузнєцова —  дружина Шильникова
- Олександра Терьохіна —  бабуся Сєви Кухтіна
- Федір Сухов —  князь Удача Андрійович
- Михайло Андросов —  монах
- Марія Виноградова —  бібліотекар
- В'ячеслав Горбунчиков —  Петро, шукач скарбу
- Лілія Захарова —  дружина Касторієва
- Володимир Мишкін —  Саня, працівник гастроному
- Ірина Максимкіна —  дочка Касторієва
- Яна Говоруха —  Елла Бестужева

## Знімальна група
- Автор сценарію:  Валерій Прийомихов
- Режисер-постановник:  Геннадій Байсак
- Оператор-постановник: Олександр Мас
- Художник-постановник:  Олег Краморенко
- Композитор:  Геннадій Гладков